# Scopula nigerrima
Scopula nigerrima là một loài bướm đêm trong họ Geometridae.